# Кудрово (Печорский район)
Кудрово — деревня в Печорском районе Псковской области России. Входит в состав сельского поселения «Паниковская волость».
Расположена в центре волости, в 14 км к югу от центра города Печоры и в 1 км к северо-востоку от волостного центра, деревни Паниковичи.

## Население
Численность населения деревни составляет 24 жителя (2000 год).
| 2001 | 2002 | 2010 |
| ---- | ---- | ---- |
| 24   | ↘19  | ↘13  |

## Топографические карты
- O-35-080-c Масштаб: в 1 км 500 м Госгисцентр

## История
С середины XIX века началось массовое переселение эстонцев на восточный берег Чудского озера — на Гдовщину — где они обрели новую родину. В основном переселенцы направлялись в эти края из северной части Дерптского уезда. Первые поселенцы поселились в Кудрово в 1860 году. Они организовали школу и построили лютеранский молельный дом. В 1911 году в Кудрово было организовано сельскохозяйственное общество (основатель — Й. Палло). В январе 1916 года председателем был избран Й. Кульберг. За пять лет общество провело 21 собрание. 

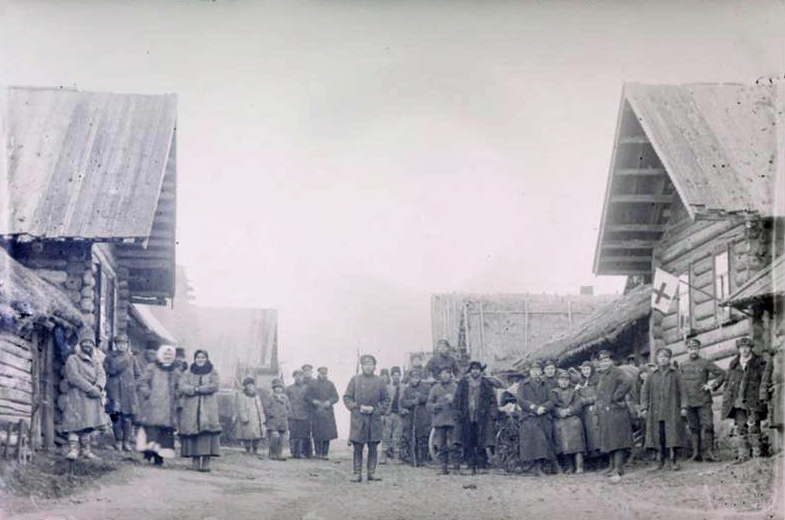
Эстонская освободительная война. Солдаты 3-го батальона 3 пехотного полка в деревне Кудрово возле дома, где был устроен лазарет. 3 ноября 1919 г.

К марту 1913 года кистером-школьным учителем Кудровской эстонской земской школы являлся Густав Пийрберг (Gustav Piirberg). Его зарплата составляла 160 рублей в 1913 году и 540 рублей в 1917 году. К августу 1915 года в Кудрово насчитывался 51 эстонский хутор (310 человек). С помощью сельскохозяйственного банка эстонцы выкупили в деревне 436 десятин земли, а также арендовали здесь 101 десятину земли. К маю 1925 года в Кудрово насчитывалось 50 детей школьного возраста, из них школу посещали только 20. К апрелю 1931 года в Кудрово действовал колхоз «Молодой Ленинец», в котором состояли 35 человек (из них 20 — работоспособных). Колхозу принадлежало 60 га сельскохозяйственных земель. Несмотря на русификацию, эстонцы Гдовщины сохраняли в то время элементы народной культуры, самосознание и родной язык в течение длительного времени.